# Замок Гуттенберг (Гасмерсгайм)

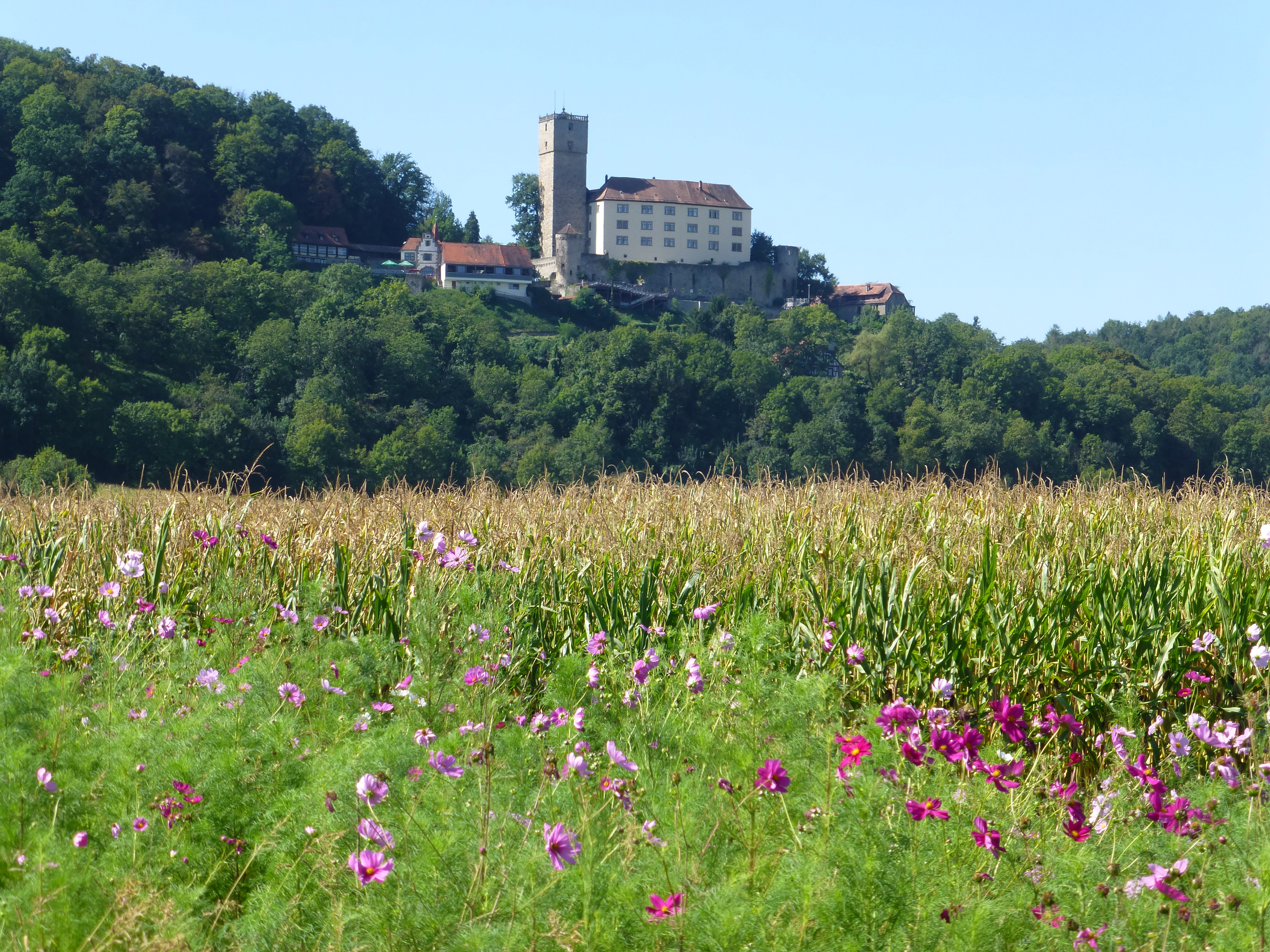
Замок Гуттенберг

Замок Гуттенберг (нім. Burg Guttenberg) — середньовічний замок, що знаходиться на річці Неккар над Неккармюльбахом (район сучасної громади Гасмерсгайм) на півночі німецької федеральної землі Баден-Вюртемберг.
Замок жодного разу не був зруйнований у ході військових дій, і протягом останніх майже 800 років постійно заселений; з середини XV століття він знаходиться у власності однієї з ліній роду Геммінген.
У замку, крім іншого, знаходиться Станція спостереження за хижими птахами (нім. Deutsche Greifenwarte), музей, ресторан, а також штаб-квартира Німецького фонду захисту природи (нім. Deutsche Umweltstiftung).